# موريس واشنطن
موريس واشنطن (بالإنجليزية: Maurice Washington)‏ هو سياسي أمريكي، ولد في 25 يوليو 1956 في ألباكركي في الولايات المتحدة. حزبياً، نشط في الحزب الجمهوري. وقد انتخب عضو المجلس النيابي لولاية نيفادا.